# Radical Face
Radical Face, né Ben Cooper le 24 février 1982, est un musicien américain.
Ben Cooper est un des deux musiciens de Iron Orchestra et de Electric President, ainsi qu'un des trois membres de Mother's basement. Le pseudonyme a été trouvé par Cooper sur un prospectus déchiré, un dépliant de chirurgie esthétique intitulé Radical Face-Lift dont le mot lift était arraché.

## Biographie

### 2002 - 2007:The Junkyard Chandelier
Commencé en 2002, fini en 2003, c'est le premier album enregistré par Ben Cooper sous ce pseudonyme. Cependant, c'est bien Ghost qui est sorti le premier.
Cooper avait déjà enregistré une cinquantaine de chansons mais pour la première il mit ces enregistrements sous la forme d'un album. Il utilisa un enregistreur numérique 8-pistes ainsi que deux micros. Il essaya de promouvoir son album par le biais de petits labels, mais les seuls qui montrèrent de l'intérêt firent faillite. Il proposa donc son album en libre téléchargement sur son site internet.

### 2007:Ghost
Lorsque Ben Cooper a décidé de composer cet album, il avait déjà écrit une quantité considérable de chansons depuis 2004. Après avoir enlevé les chansons qui lui parlaient le moins, il en resta tout de même un certain nombre, qu'il dut partager en deux parties. La première partie constitue l'album Ghost. L'autre partie a été réservée pour de futurs albums.
Ghost, sorti en mars 2007 et produit par le label Morr Music, est un album concept basé sur l'idée de maisons, ayant gardé en mémoire toutes les histoires qui se sont déroulées en elles. Chaque chanson est une histoire, et quelques-unes sont racontées du point de vue de la maison. Cooper a cité une vieille maison, dans laquelle il vivait, comme l'une de ses sources d'inspiration pour Ghost. Une grande partie de son travail a été réalisée dans un vieux hangar derrière sa maison. Emeral Cooper (son plus jeune frère et collaborateur dans Iron Orchestra), Mark Hubbard et Alex Kane ont collaboré avec Ben Cooper pour certains titres. L'enregistrement de l'album a duré 10 mois.

### 2010:Touch The Sky EP
Sorti en novembre 2010, seulement en version numérique, Touch The Sky est considéré comme étant un pont entre Ghost et la trilogie The Family Tree.Selon Ben Cooper, cet EP est issu du travail qu'il avait déjà commencé pour The Roots, mais également de versions revues de l'album Ghost. On retrouve donc deux versions de Welcome Home, ainsi qu'une version acoustique de Glory.
Aux États-Unis, des utilisateurs d'iTunes ont pu profiter de l'album dès août, celui-ci ayant été accidentellement diffusé.

### 2011 - 2016:The Family Tree
Le projet Family Tree est l'occasion pour Ben Cooper de développer un sujet qu'il voulait aborder depuis longtemps : la famille. Cette trilogie de concept-albums développe ainsi l’histoire d'une famille américaine au XIXe siècle au sein de laquelle certains de ses membres développent des aptitudes magiques.Il s'inspire pour cela de généalogie fictionnelle, mais aussi de sa propre famille et de ses expériences personnelles. L’œuvre est développée autour de trois albums principaux, complétés de quatre EP s'intercalant entre les sorties d'albums. En 2016, lors de la sortie du dernier album de la trilogie, ils furent réunis sous la forme d'un coffret comprenant quatre disques ainsi qu'un livret de paroles et d'illustration réalisé par l'auteur

#### The Roots(2011)
Premier album du triptyque, commencé en 2007, sorti en 2011. Il est basé sur l'histoire d'une famille américaine, au XIXe siècle. On reconnaît le concept de murder ballads, dans lequel le narrateur, le meurtrier, plante le décor du crime et exprime ses pensées, le tout dans une atmosphère musicale prenante. Chaque chanson est une histoire. Histoire de règlement de comptes, de frères, de fantômes, tout est là pour plonger l'auditeur dans un univers orbitant autour du thème de la famille.
Radical Face a décidé de n'utiliser que des instruments qui existaient à l'époque, soit : guitare acoustique, piano, tom et voix. Quelques ajouts électroniques sont effectués dans certaines chansons, mais seulement lorsque, selon Ben Cooper, « la chanson appelle cette modification ».

#### The Branches(2013)
La suite de la trilogie The Family Tree est sortie le 22 octobre 2013 aux États-Unis et le 1er novembre 2013 en Europe. Gardant une logique de temporalité, l'histoire se déroule désormais entre 1860 et 1910 et Ben Cooper incorpore de nouveaux instruments qui auraient été disponibles à l'époque comme la viole de gambe ou le basson.

#### The Leaves(2016)
La trilogie The Family Tree se referme avec la sortie du LP The Family Tree : The Leaves, disponible le 25 mars 2016. Le 19 février 2016, le titre Rivers in the Dust est mis en avant avec une lyrics vidéo afin de promouvoir cette sortie. Radical Face est en concert le 17 avril 2016 au Café de la Danse à Paris dans le cadre de sa tournée mondiale.

#### The Bastards(2016)
Compilation des quatre EP sortis en accompagnement de la trilogie The Family Tree. Ces EP contiennent des chansons en lien avec l'histoire principale développée dans le projet mais ne rentrant dans aucun album particulier.

### 2017 - 2021:Missing Filmset production d'EP
Le 16 novembre 2018 sort le sixième album de Radical Face intitulé Missing Films. Ce projet entièrement instrumental et auto-produit a été publié sous licence publique afin de permettre son utilisation gratuite pour des vidéastes.
Entre 2017 et 2020, Ben Cooper a publié plusieurs EP sous le nom de Radical Face. Le premier d'entre eux, SunnMoonnEclippse, publié en 2017 est un projet de trois chansons formant une boucle musicale. L'EP est accompagné pour sa sortie d'un site web ainsi que d'un vidéo-clip réalisé par Gordon McBryde.
En 2018 est publié l'EP Covers, Vol. 1: "Lady Covers", dans lequel Ben Cooper enregistre six reprises de titres chantés originellement par des femmes. Certains de ces titres étaient déjà repris régulièrement sur scène.
En 2019, sort Therapy, suivi quelques mois plus tard de Therapy (Alternate Reality Version), premier projet dans lequel Ben Cooper parle de lui-même au travers de ses chansons.
À partir d'août 2021, Ben Cooper inaugure une newsletter mensuelle intitulée Hidden Hollow. Un nouveau titre musical accompagne la sortie de chacune de ces lettres. À la sortie de la dernière newsletter en février 2021, les six titres publiés sont réunis sous l'EP Hidden Hollows Vol.1. Ben Cooper annonce également par cette dernière lettre travailler sur un nouveau projet multimédia.

## Concerts et tournées
Radical Face donne régulièrement des concerts et des shows aux États-Unis, mais également au Canada. Début 2012, une tournée a été engagée dans une dizaine de villes européennes, en France, en Suisse et en Belgique, pour partager avec le public son album Ghost. Radical Face s'est également rendu au Japon en mars 2012. Il était à l'affiche du Sasquatch Festival en mai 2013, parmi d'autres artistes du milieu tels que Mumford & Sons, The XX, ou encore Sigur Ros. Enfin, pour la sortie de son dernier album Family Tree: The Branches, le groupe a effectué une tournée aux États-Unis, mais aussi une dizaine de dates en Europe, préférant se concentrer sur la poursuite de ses projets.

## Accompagnements et premières parties
Lors de ses concerts, Ben Cooper est rarement seul. La majeure partie du temps il est accompagné de deux autres musiciens, un batteur et un guitariste/bassiste/pianiste.
Lors de sa tournée de 2012, le groupe était précédé du chanteur folk Benjamin Francis Leftwich.

## Postérité

### Utilisation de l’œuvre
La chanson Welcome Home a été utilisée dans plusieurs publicités et films : dans une publicité de Nikon diffusée dans plusieurs pays d'Europe, une publicité pour la Volt de Chevrolet en 2011, ainsi que dans une pub pour l'Université de l'Oregon qui a été diffusée au cours de la BCS Championship 2011 opposant Auburn et l'Oregon. Elle est utilisée au moment du climax émotionnel dans le film The Vicious Kind, ou encore lors de l'accueil dans les locaux de France 3 de Stéphane Taponier et Hervé Ghesquière après leur libération en juin 2011. On peut aussi l'entendre à la fin de l'épisode 8 de la saison 1 de The Blacklist. Elle a aussi été reprise dans de nombreux autres films. Welcome Home a atteint la 92e place du UK Music Charts en août 2011.
Le clip de Welcome Home totalise plus de 54,5 millions de vues sur YouTube.